# Saxon (Suíça)
Saxon é uma comuna da Suíça, situada no distrito de Martigny, no cantão de Valais. Tem 23,2 km² de área e sua população em 2018 foi estimada em 5.897 habitantes.